# (152750) Brloh
Pour les articles homonymes, voir Brloh.
(152750) Brloh est un astéroïde de la ceinture principale.

## Description
(152750) Brloh est un astéroïde de la ceinture principale. Il fut découvert le 21 janvier 1999 à l'Observatoire Kleť par Jana Tichá et Miloš Tichý. Il présente une orbite caractérisée par un demi-grand axe de 2,60 UA, une excentricité de 0,20 et une inclinaison de 2,0° par rapport à l'écliptique.

## Compléments